# Carlo Cristofori
Carlo Cristofori (ur. 5 stycznia 1813 w Viterbo, zm. 30 stycznia 1891 w Rzymie) – włoski duchowny katolicki, kardynał.

## Życiorys
Pochodził z arystokratycznego rodu. W latach 1873–1877 był prefektem Tajnych Archiwów Watykanu. 27 lipca 1885 Leon XIII wyniósł go do godności kardynalskiej, natomiast 30 lipca 1885 nadał mu tytularną diakonię Santi Vito, Modesto e Crescenzia. 29 listopada 1885 otrzymał święcenia subdiakonatu, a 6 grudnia 1885 diakonatu. Był ostatnim w historii Kościoła katolickiego kardynałem, nie posiadającym święceń prezbiteratu. Od 1889 do śmierci pełnił urząd prefekta Świętej Kongregacji ds. Odpustów i Świętych Relikwii.